# دان بيكر
دان بيكر (بالإنجليزية: Dan Baker)‏ هو لاعب اتحاد الرغبي بريطاني، ولد في 5 يوليو 1992 في نيث ‏ في المملكة المتحدة.

## وصلات خارجية
- دان بيكر عل موقع إسبنسكروم (الإنجليزية)
- دان بيكر على موقع ItsRugby.co.uk (الإنجليزية)